# 阿尔维斯尧尔机场
阿尔维斯尧尔机场（瑞典語：Arvidsjaur flygplats），是瑞典北部阿尔维斯尧尔市镇的一座机场，距市区13千米。

## 通航航空公司及航点
Nextjet航空自2008年10月26日起经营阿尔维斯尧尔-吕克瑟勒-斯德哥尔摩（阿兰达）航线。LTU航空在冬季经营阿尔维斯尧尔至法兰克福、斯图加特、汉诺威和慕尼黑这四座德国城市的航线。